# Universo Treviso Basket 2021-2022
Questa voce raccoglie le informazioni riguardanti l'Universo Treviso Basket nelle competizioni ufficiali della stagione 2021-2022.

## Stagione
La stagione 2021-2022 dell'Universo Treviso Basket sponsorizzata NutriBullet, è la 3ª nel massimo campionato italiano di pallacanestro, la Serie A.

## Roster
Aggiornato al 16 ottobre 2021.
| NutriBullet Treviso 2021-22 | NutriBullet Treviso 2021-22 |
| Giocatori                   | Staff tecnico               |
| --------------------------- | --------------------------- |

| N. | Naz.                                   | Ruolo | Nome               | Anno | Alt.   | Peso   |  |
| -- | -------------------------------------- | ----- | ------------------ | ---- | ------ | ------ |  |
| 2  | Estonia (bandiera) · Italia (bandiera) | G     | Mikk Jurkatamm     | 2000 | 195 cm | 81 kg  |  |
| 4  | Stati Uniti (bandiera)                 | P     | DeWayne Russell    | 1994 | 180 cm | 70 kg  |  |
| 5  | Italia (bandiera)                      | AP    | Davide Poser       | 2003 | 195 cm |        |  |
| 6  | Italia (bandiera)                      | G     | Leonardo Faggian   | 2004 | 191 cm |        |  |
| 7  | Italia (bandiera)                      | G     | Enrico Vettori     | 2004 | 192 cm |        |  |
| 8  | Italia (bandiera)                      | G     | Giordano Bortolani | 2000 | 193 cm | 85 kg  |  |
| 9  | Italia (bandiera)                      | AG    | Edoardo Ronca      | 2003 | 196 cm |        |  |
| 10 | Italia (bandiera)                      | G     | Alberto Pellizzari | 2005 | 189 cm |        |  |
| 11 | Italia (bandiera)                      |       | Alessandro Buzzavo | 2003 |        |        |  |
| 11 | Stati Uniti (bandiera)                 | PG    | Erick Green        | 1991 | 191 cm | 83 kg  |  |
| 12 | Italia (bandiera)                      | P     | Matteo Imbrò (C)   | 1994 | 192 cm | 86 kg  |  |
| 14 | Italia (bandiera)                      | G     | Davide Casarin     | 2003 | 196 cm | 86 kg  |  |
| 15 | Italia (bandiera)                      | C     | Matteo Chillo      | 1993 | 203 cm | 104 kg |  |
| 21 | Stati Uniti (bandiera)                 | AC    | Henry Sims         | 1990 | 208 cm | 111 kg |  |
| 24 | Polonia (bandiera)                     | AP    | Michał Sokołowski  | 1992 | 196 cm | 89 kg  |  |
| 33 | Lituania (bandiera)                    | G     | Tomas Dimša        | 1994 | 196 cm | 82 kg  |  |
| 34 | Stati Uniti (bandiera)                 | AC    | Aaron Jones        | 1993 | 206 cm | 107 kg |  |
| 45 | Italia (bandiera)                      | A     | Nicola Akele       | 1995 | 203 cm | 98 kg  |  |
| -  | Italia (bandiera)                      | G     | Enrico Tadiotto    | 2005 |        |        |  |

| Allenatore                                                                                        |
| - Massimiliano Menetti (fino al 4 aprile) - / Marcelo Nicola (dal 5 aprile)                       |
| Assistente/i                                                                                      |
| - Lorenzo Pomes - Francesco Tabellini Legenda - (C) Capitano - (IN) Inattivo - Infortunato Roster |

## Mercato

### Sessione estiva
| Acquisti | Acquisti           | Acquisti        | Acquisti   | Acquisti |
| R.a      | Nome               | da              | Modalità   |          |
| -------- | ------------------ | --------------- | ---------- | -------- |
| AC       | Henry Sims         | Pall. Reggiana  | svincolato |          |
| G        | Giordano Bortolani | Olimpia Milano  | prestito   |          |
| AC       | Aaron Jones        | Cholet          | svincolato |          |
| G        | Davide Casarin     | Reyer Venezia   | prestito   |          |
| G        | Tomas Dimša        | Žalgiris Kaunas | prestito   |          |
| AP       | Michał Sokołowski  | Hapoel Holon    | svincolato |          |

| Cessioni | Cessioni           | Cessioni         | Cessioni       | Cessioni |
| R.       | Nome               | a                | Modalità       |          |
| -------- | ------------------ | ---------------- | -------------- | -------- |
| PG       | David Logan        | Dinamo Sassari   | fine contratto |          |
| AC       | Giovanni Vildera   | Kleb Ferrara     | fine contratto |          |
| C        | Christian Mekowulu | Dinamo Sassari   | fine contratto |          |
| GA       | Trent Lockett      | Free agent       | fine contratto |          |
| G        | Lorenzo Piccin     | Sebastiani Rieti | prestito       |          |
| AP       | Michał Sokołowski  | Hapoel Holon     | fine contratto |          |

### Dopo l'inizio della stagione
| Acquisti | Acquisti       | Acquisti          | Acquisti        | Acquisti   |
| R.       | Nome           | da                | Data            | Modalità   |
| -------- | -------------- | ----------------- | --------------- | ---------- |
| G        | Mikk Jurkatamm | TalTech           | 12 gennaio 2022 | svincolato |
| ALL      | Marcelo Nicola | Free agent        | 5 aprile 2022   | svincolato |
| PG       | Erick Green    | Zhejiang G. Bulls | 15 aprile 2022  | svincolato |

| Cessioni | Cessioni       | Cessioni      | Cessioni        | Cessioni      |
| R.       | Nome           | a             | Data            | Modalità      |
| -------- | -------------- | ------------- | --------------- | ------------- |
| G        | Davide Casarin | Reyer Venezia | 13 gennaio 2022 | fine prestito |